# David Ortiz
David Américo Ortiz Arias (ur. 18 listopada 1975 w Santo Domingo) – dominikański baseballista, występujący napozycji wyznaczonego pałkarza oraz pierwszobazowego.

## Przebieg kariery
W listopadzie 1992 roku podpisał kontrakt jako wolny agent ze Seattle Mariners, ale występował jedynie w klubach farmerskich tego zespołu. We wrześniu 1996 przeszedł do Minnesota Twins. W Major League Baseball zadebiutował 2 września 1997 w meczu przeciwko Chicago Cubs, rozgrywanego w ramach interleague play. Przed rozpoczęciem sezonu 1999 w meczach rozgrywanych podczas spring training miał średnią uderzeń 0,137 i w efekcie został przesunięty do klubu farmerskiego Twins Salt Lake Buzz, reprezentującym poziom Triple-A, w którym rozegrał 130 meczów. W grudniu 2002 zdecydowano o nieprzedłużaniu z nim kontraktu.
W styczniu 2003 podpisał kontrakt z Boston Red Sox, zaś rok później wystąpił po raz pierwszy w karierze w Meczu Gwiazd. W sezonie 2004 w American League Championship Series Red Sox pokonali New York Yankees w siedmiu meczach, a Ortiz został wybrany najbardziej wartościowym zawodnikiem. W World Series Red Sox po zwycięstwie 4–0 nad St. Louis Cardinals, zdobyli pierwszy od 1918 roku tytuł mistrzowski, przełamując tym samym tak zwaną Klątwę Bambino. W sezonie 2005 zaliczył najwięcej w lidze RBI (148), poza tym przy wskaźniku slugging percentage 0,604 (2. wynik w lidze), on-base percentage 0,397 (4. wynik w lidze), 47 zdobytych home runach (2. wynik w lidze) i 119 zdobytych runach, w głosowaniu do nagrody MVP American League zajął drugie miejsce za Aleksem Rodriguezem z New York Yankees.
W sezonie 2006 ustanowił rekord klubowy, zdobywając w jednym sezonie 54 home runy. Rok później ponownie wystąpił w World Series, w których Red Sox pokonali Colorado Rockies w czterech meczach.
W 2009 New York Times doniósł, iż sześć lat wcześniej Ortiz wraz z występującym wówczas w Red Sox Mannym Ramírezem był na liście 100 zawodników, którzy mieli wynik pozytywny na obecność niedozwolonych środków dopingujących. Ortiz przyznał, że nigdy nie zażywał sterydów, a wynik pozytywny mógł być efektem stosowania w tamtym okresie suplementów i witamin. W maju 2012 podpisał nowy, dwuletni kontrakt. 4 września 2013 w wygranym 20–4 przez Red Sox meczu z Detroit Tigers zaliczył 2000. uderzenie w karierze.
W 2013 Ortiz zagrał w sześciu meczach World Series (w trzech meczach wyjazdowych wystąpił jako pierwszobazowy, gdyż według przepisów National League na listę pałkarzy nie wystawia się designated hittera) i przy statystykach 0,688 BA, 0,760 OBP, 1,188 SLG, 2 HR, 7 RBI został wybrany najbardziej wartościowym zawodnikiem finałów.
12 września 2015 w meczu przeciwko Tampa Bay Rays osiągnął pułap 500 home runów jako 27. zawodnik w historii MLB. W 2016 zakończył karierę zawodniczą.

## Późniejszy okres
9 czerwca 2019 roku miał miejsce zamach na życie Ortiza. W stolicy Dominikany, Santo Domingo, podczas spotkania z przyjaciółmi w jednym z barów, sprawca Rolfy Ferreyra Cruz oddał strzał w plecy Ortiza i zbiegł z miejsca zdarzenia. Kula przebiła jego ciało na wylot, nie uszkadzając przy tym żadnego narządu. Dominikański baseballista miał dużo szczęścia. Napastnik został zatrzymany. Przyznał, że za zabójstwo Ortiza miał otrzymać 400 tys. peso dominikańskich (7,8 tys. dolarów). Zleceniodawców nie udało się ustalić.

## Uhonorowanie
23 czerwca 2017 przed meczem Boston Red Sox – Los Angeles Angels of Anaheim na Fenway Park miała miejsce ceremonia zastrzeżenia numeru 34, z którym Ortiz występował podczas czternastu lat gry w barwach klubu z Bostonu.

## Nagrody i wyróżnienia
| Nagroda/wyróżnienie            | Lata                                                       | Źródło              |
| ALCS MVP                       | 2004                                                       | [ 6 ]               |
| 10× All-Star                   | 2004, 2005, 2006, 2007, 2008, 2010, 2011, 2012, 2013, 2016 | [ 3 ]               |
| 3× zwycięzca w World Series    | 2004, 2007, 2013                                           | [ 7 ] [ 12 ] [ 16 ] |
| World Series MVP               | 2013                                                       | [ 16 ]              |
| Babe Ruth Award                | 2013                                                       | [ 3 ]               |
| 7× Silver Slugger Award        | 2004, 2005, 2006, 2007, 2011, 2013, 2015                   | [ 21 ]              |
| 2× Hank Aaron Award            | 2005, 2016                                                 | [ 22 ]              |
| Roberto Clemente Award         | 2011                                                       | [ 23 ]              |
| 500 home run club              |                                                            | [ 17 ]              |
| # 34 zastrzeżony przez Red Sox | 2017                                                       | [ 20 ]              |